# お互い元気に頑張りましょう!! -Live at TOKYO DOME-
『お互い元気に頑張りましょう!! -Live at TOKYO DOME-』（おたがいげんきにがんばりましょう ライブ・アット・トウキョウドーム）は、桑田佳祐のライブ・ビデオ。2023年5月3日にDVDとBlu-rayで発売。発売元はタイシタレーベル / JVCケンウッド・ビクターエンタテインメント / SPEEDSTAR RECORDS。

## 背景
2022年11月から12月31日にかけて開催された、ソロアーティスト史上初となる3度目の5大ドームツアーを含む全国ツアーをパッケージ化。同年12月10・11日の東京ドーム公演の模様が完全収録される。

## リリース
Blu-rayとDVDと共に通常盤と完全生産限定盤の計4形態で発売され、完全生産限定盤にはボーナスディスクとして「全国ツアー完走御礼!! 感謝の“5倍返し”DISC」が封入される。先着予約購入特典として、ツアー全箇所の記録をライヴ写真で振り返る「桑田佳祐 LIVE TOUR 2022『お互い元気に頑張りましょう!!』スペシャルフォトリーフレット」が購入者にプレゼントされる。

## プロモーション
本作の発売に合わせ、2023年4月17日より全国のラジオ局で「平和の街」のライブ音源のオンエアが開始された。これに先立ち、同年4月15日に放送された桑田が出演するレギュラーラジオ番組『桑田佳祐のやさしい夜遊び』（TOKYO FM）でこの音源がオンエアされ、その臨場感とライブならではの熱量が詰まった音源に、Twitterのトレンドに「桑田さん」という言葉が入るなどSNSでは盛り上がりを見せた。4月19日には東京ドームで演奏された「平和の街」の模様がライブMVとしてYouTubeに公開された。4月26日には同公演で演奏された「明日晴れるかな」の模様が公開され、発売当日の5月3日には同公演で演奏された「BAN BAN BAN」の模様が公開された。
4月29日からテレビ・ラジオ・YouTubeで本作品のスポットCMの放送を開始。内容は桑田からの感謝のメッセージが流れるものになっている。
5月1日から5月10日まで、ユニカビジョンにおいて本作品に収録される「明日晴れるかな」「BAN BAN BAN」「平和の街」「悲しい気持ち (JUST A MAN IN LOVE)」「ROCK AND ROLL HERO」の5曲の映像がフルサイズで放映される。
早売り日となる5月2日から5月8日まで、対象となるタワーレコード店舗にてスペシャル企画を開催し、本作品に映像として収められているメモリアルツアーのライブ写真が展示されるフォトパネル展が実施される。また、タワーレコード渋谷店、梅田UN茶屋町店ではフォトスポットとなる「若い広BER"扉"スタンドパネル」の設置が決定している。このパネルは本ライブのオープニングで桑田が登場する演出で使われた「若い広場」のタイトルをもじった架空のバー『若い広BER』の入口ドアを模したレプリカとなっており、桑田になりきって扉から顔を出す様子を写真に撮ることが出来る。
発売日の5月3日には大阪のFM COCOLOで一日を通した企画『桑田佳祐「お互い元気に頑張りましょう!! やDAY（でー）!!」』が実施され、『CIAO 765』『M’s Groove』『Wonder Garden』という朝から夕方にかけての3つの番組で桑田の楽曲の特集を放送。また、夜に放送される3時間特番『MARK'E MUSIC MODE ～ 桑田佳祐スペシャル』には、桑田がゲストで登場し、スペシャル・インタビューが行われた。

## ライブ

### スケジュール
- 2022年11月2日・3日 宮城セキスイハイムスーパーアリーナ
- 2022年11月12日 福岡PayPayドーム
- 2022年11月19日・20日 バンテリンドームナゴヤ
- 2022年12月3日・4日 京セラドーム大阪
- 2022年12月10日・11日 東京ドーム
- 2022年12月17日 札幌ドーム
- 2022年12月28日・30日・31日 横浜アリーナ（追加公演）[12]

### エピソード
本ツアーでは会場に合わせて各地の民謡やご当地ソングを歌うコーナーが存在した。このコーナーは三橋美智也や三波春夫らが歌う歌謡曲や江利チエミが歌う「さのさ」などがテレビで流れたり、父親の鼻歌が「さのさ」や都々逸であったりと、子供時代からそういった音楽を耳にする環境にいたことが影響しており、桑田は「そうしたものが、子どものころから刷り込まれちゃっていたんじゃないですかね」「だから、僕らの年代というのは、ああいうニッポンの歌や民謡が意外とすんなり歌えるんだと思うんですよね」と語っている。また、札幌ドーム公演ではこのコーナーとは別の形で松山千春の「大空と大地の中で」を弾き語りでカバーする一幕があった。
「ヨシ子さん」で登場したダンサーのお面は桑田の新型コロナウイルス感染及び台風8号の影響により出演キャンセルとなった『ROCK IN JAPAN FESTIVAL 2022』のために用意されたものであった。なお、東京ドーム公演での同曲ではラスサビ前の間奏のラップを東京の名所を讃え、コロナ禍や円安に振り回された日本および戦禍に襲われたウクライナの情勢を憂い、「ブラボーニッポン!!」と叫び国民にエールを送る内容に変更した。また、美空ひばりとジャッキー吉川とブルー・コメッツの「真赤な太陽」は『桑田佳祐のやさしい夜遊び』（TOKYO FM）で行われた先述の『ROCK IN JAPAN FESTIVAL 2022』の代替企画『ひとりROCK IN JAPAN Fes.生歌スペシャル!!』でも歌唱されている。

## チャート成績
2023年5月11日付のオリコン週間DVDランキングとBlu-ray Discランキングで、DVDが初週1.7万枚、BDが初週3.1万枚を売り上げ、両方で初登場1位を獲得した。音楽作品のDVDとBDを合算した週間ミュージックDVD・BDランキングでは初週4.9万枚で初登場1位となり、5作連続・通算6作目の1位を獲得した、ミュージックDVD・BD連続1位獲得作品数とミュージックDVD・BD通算1位獲得作品数はいずれもソロアーティスト歴代1位タイとなった。また、同年6月には妻の原由子が『スペシャルライブ2023 「婦人の肖像 (Portrait of a Lady)」 at 鎌倉芸術館』で週間ミュージックDVD・BDランキングの1位を獲得しており、サザンオールスターズのメンバーの中で、2名のソロアーティストが二か月連続1位を決める珍しい事象として話題となった。

## 収録曲

### 共通
- カッコ内は初版発売年。

1. こんな僕で良かったら（2007年）
2. 若い広場（2017年）
3. 炎の聖歌隊 ［Choir］（2021年）
4. MERRY X'MAS IN SUMMER（1986年）
KUWATA BANDの楽曲。
5. 可愛いミーナ（2002年）
6. 真夜中のダンディー（1993年）
7. 明日晴れるかな（2007年）
8. いつか何処かで (I FEEL THE ECHO)（1988年）
9. ダーリン（2007年）
10. NUMBER WONDA GIRL 〜恋するワンダ〜（2007年）
11. 東京音頭（1933年） 〜 SMILE〜晴れ渡る空のように〜（2021年）
12. 鏡（1994年）
13. BAN BAN BAN（1986年）
KUWATA BANDの楽曲。
14. Blue 〜こんな夜には踊れない（1988年）
15. なぎさホテル（2022年）
16. 平和の街（2022年）
17. 現代東京奇譚（2007年）
18. ほととぎす［杜鵑草］（2017年）
19. Soulコブラツイスト〜魂の悶絶（2021年）
20. 悲しい気持ち (JUST A MAN IN LOVE)（1987年）
21. ヨシ子さん（2016年）
22. 真赤な太陽（1967年）
美空ひばりとジャッキー吉川とブルー・コメッツのカバー。
23. 波乗りジョニー（2001年）

ENCORE
1. ROCK AND ROLL HERO（2002年）
2. 銀河の星屑（2011年）
3. 白い恋人達（2001年）
4. 100万年の幸せ!!（2012年）

### BONUS DISC
※完全生産限定盤のみ付属。
1. 過ぎ去りし日々(ゴーイング・ダウン)（2017年） [Live at MIYAGI SEKISUIHEIM SUPER ARENA]
2. 愛のささくれ～Nobody loves me（2017年） [Live at VANTELIN DOME NAGOYA]
3. MERRY X’MAS IN SUMMER [Live at YOKOHAMA ARENA -2022.12.31-]
4. ダーリン [Live at YOKOHAMA ARENA -2022.12.31-]
5. なぎさホテル [Live at YOKOHAMA ARENA -2022.12.31-]
6. 平和の街 [Live at YOKOHAMA ARENA -2022.12.31-]
7. 悲しい気持ち (JUST A MAN IN LOVE) [Live at YOKOHAMA ARENA -2022.12.31-]
8. ヨシ子さん [Live at YOKOHAMA ARENA -2022.12.31-]
9. 白い恋人達 [Live at YOKOHAMA ARENA -2022.12.31-]
10. ご当地 6 SONGS MEDLEY in “お互い元気に頑張りましょう!!”
11. “お互い元気に頑張りましょう!!” ツアーロードムービー2022

## 参加ミュージシャン
- 桑田佳祐（Vocal, Guitar）
- 斎藤誠（Guitar）
- 中シゲヲ（Guitar）
- 片山敦夫（Piano）
- 曽我淳一（Keyboards）
- 角田俊介（Bass）
- 河村“カースケ”智康（Drums）
- 山本拓夫（Sax & Flute）
- 寺地美穂（Sax & Flute）
- 菅坡雅彦（Trumpet）
- TIGER（Chorus）
- 小田原ODY友洋（Chorus）
- 角谷仁宣（Synth & Programming）

## 動画関連
- 桑田佳祐 – 5月3日発売 LIVE Blu-ray & DVD『お互い元気に頑張りましょう!! -Live at TOKYO DOME-』第1弾トレーラー映像 - YouTube
- 桑田佳祐 – 5月3日発売 LIVE Blu-ray & DVD『お互い元気に頑張りましょう!! -Live at TOKYO DOME-』第2弾トレーラー映像 - YouTube
- 桑田佳祐 – 平和の街［Live at TOKYO DOME, 2022］ - YouTube
- 桑田佳祐 – 明日晴れるかな［Live at TOKYO DOME, 2022］ - YouTube
- 桑田佳祐 – BAN BAN BAN［Live at TOKYO DOME, 2022］ - YouTube